# Bewaffnete Volkspolizei
Die Bewaffnete Volkspolizei (chinesisch 中国人民武装警察部队, Pinyin Zhōnggúo Rénmín Wǔzhuāng Jǐngchá Bùduì, englisch People's Armed Police, kurz PAP) ist eine paramilitärisch organisierte Polizeieinheit (Gendarmerie) der Volksrepublik China. Zu ihren Aufgaben zählen das Aufrechterhalten der öffentlichen Sicherheit, Einsatz bei Bürgerunruhen und Aufständen (Crowd and Riot Control), Hilfeleistung bei Naturkatastrophen, Terrorismusabwehr und das Bewachen von Regierungsgebäuden und -Grundstücken. Sie untersteht der Zentralen Militärkommission.
Sie ist nicht gleichbedeutend mit der Militärpolizei der Volksrepublik China (纠察), da Volksbefreiungsarmee sowie Bewaffnete Volkspolizei eigene Militärpolizeieinheiten unterhalten.

## Reformen der jüngeren Vergangenheit
Seit etwa 2016 absolviert die PAP verstärkt gemeinsame Übungen und Grenzpatrouillen mit vergleichbaren Einheiten in mehreren zentralasiatischen Staaten. Auch gemeinsame und enger verzahnte Übungen mit der Volksbefreiungsarmee finden statt.
Im Jahr 2018 erfolgte eine Reform der Bewaffneten Volkspolizei. In diesem Rahmen wurde die bis dahin bestehende parallele Führung durch den Staatsrat der Volksrepublik China und die Zentrale Militärkommission zu Gunsten letzterer abgeschafft. Parallel erfolgte die Ausgliederung verschiedener Aufgaben und Einheiten, darunter Grenzsicherung, Brandbekämpfung sowie die Sicherung von Wäldern, Bergwerken, Wasserkraftanlagen und ähnlichen natürlichen Ressourcen. Die PAP konzentrierte sich damit mehr auf die Wahrung der inneren Sicherheit. Außerdem wurde 2018 die Chinesische Küstenwache eingegliedert. Im Jahr 2019 betrug das staatliche Haushaltsbudget für die die Bewaffnete Volkspolizei 179,8 Milliarden Renminbi, umgerechnet 26,8 Milliarden US-Dollar.

## Gliederung
Die PAP besteht aus einem mobilen Korps, das wiederum in zwei Teileinheiten zerfällt, dem Korps für innere Sicherheit und der Küstenwache.
Das Korps für innere Sicherheit ist mit regionalen Einheiten in allen Provinzen, autonomen Regionen und zentral verwalteten Großstädten vertreten. Jede dieser Gliederungen verfügt über mindestens eine schnelle Eingreiftruppe, die innerhalb des jeweiligen Gebiets zu Brennpunkten entsandt werden kann. Dazu kommen zwei Kommandoeinheiten namens Schneeleoparden- und Falkeneinheit. 2019 wurde die Schaffung einer zusätzlichen Antiterroreinheit mit dem Namen Bergadlerkommando für die autonome Region Xinjiang angekündigt, die insbesondere im staatlichen Konflikt mit den Uiguren eingesetzt werden soll.

### Küstenwache
Die Küstenwache soll chinesische Hoheitsansprüche zur See durchsetzen, was insbesondere mehrere umstrittene Gebiete und Inseln im Südchinesischen Meer betrifft, die Fischerei schützen, Piraterie bekämpfen und allgemein das Seerecht durchsetzen. Im Kriegsfall dürfte ihr die Aufgabe der Abschirmung größerer Seegebiete und der Durchsetzung des Kriegsrechts zur See zukommen.
Die Küstenwache wird seit etwa 2010 massiv modernisiert. So wurden erstmals große Patrouillenschiffe mit mehr als 1000 Tonnen Verdrängung in den Dienst gestellt. Von 2010 bis 2019 verdoppelten sich die großen Patrouillenschiffe im Arsenal auf nach US-Einschätzung rund 130. Die Volksrepublik China unterhält damit die mit Abstand größte Küstenwache der Welt. Die größeren neuen Schiffe verfügen in der Regel über ein Hubschrauberdeck, leistungsstarke Wasserkanonen und über Geschütze mit 30 bis 76 mm Kaliber. Einige von ihnen können auch außerhalb chinesischer Gewässer operieren. Dazu kommen rund 70 schnelle, kleinere Patrouillenboote mit mehr als 500 Tonnen Verdrängung. Das US-Verteidigungsministerium erwartet bis zum Ende der 2020er Jahre die Indienststellung von bis zu 30 weiteren Einheiten in beiden Fahrzeugklassen.
Durch ihr vergrößertes Leistungsspektrum entlastet die Küstenwache die Marine der Volksrepublik China von Patrouillenaufgaben. Zudem erweitert eine schlagkräftigere Küstenwache die strategischen Möglichkeiten der Volksrepublik bei Auseinandersetzungen um umstrittene Seegebiete: Auseinandersetzungen unter Beteiligung der un- oder leichtbewaffneten Fahrzeuge der Küstenwache verringern die Gefahr einer Eskalation.

## Galerie

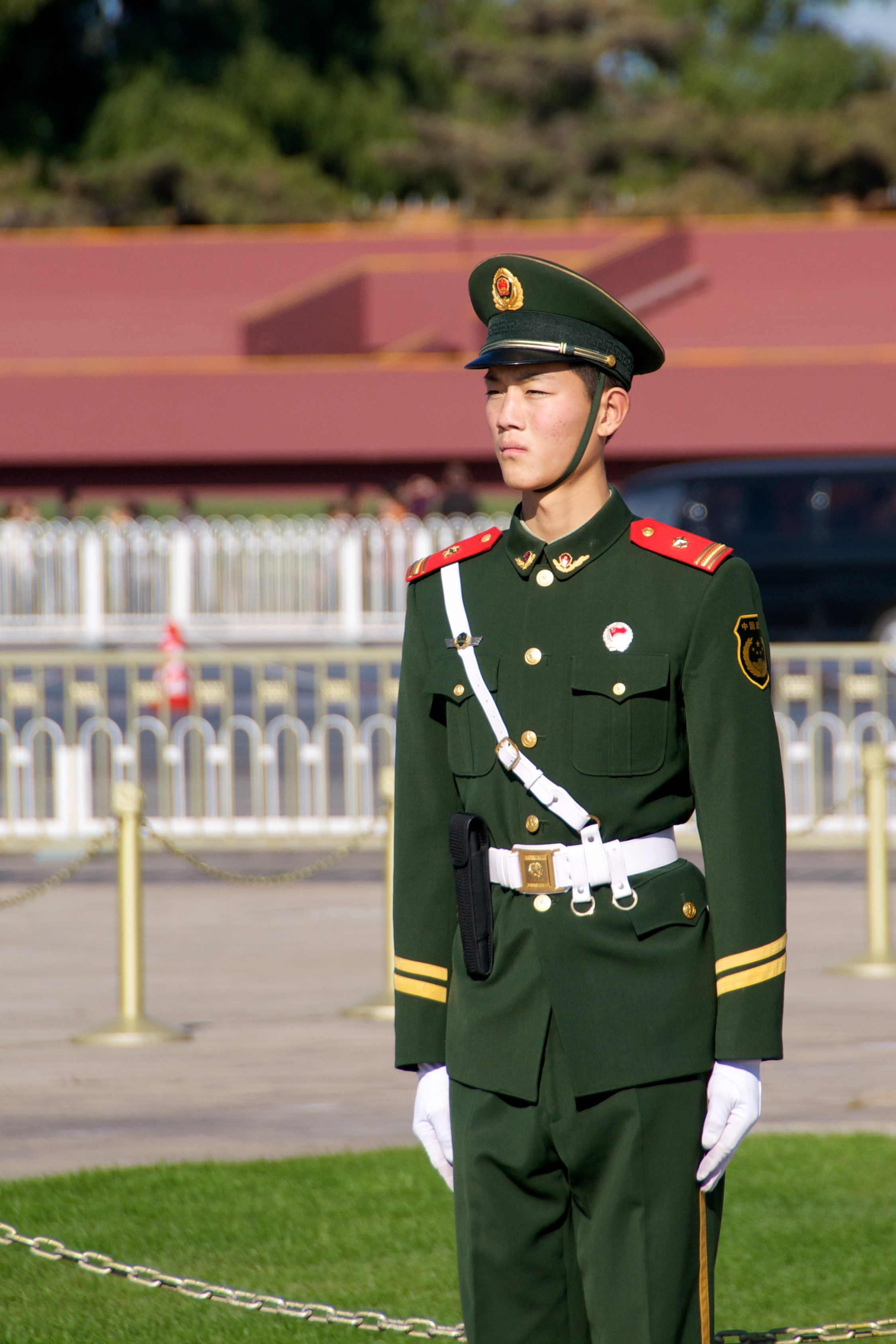
Bewaffneter Volkspolizist steht Wache auf dem Tian’anmen-Platz
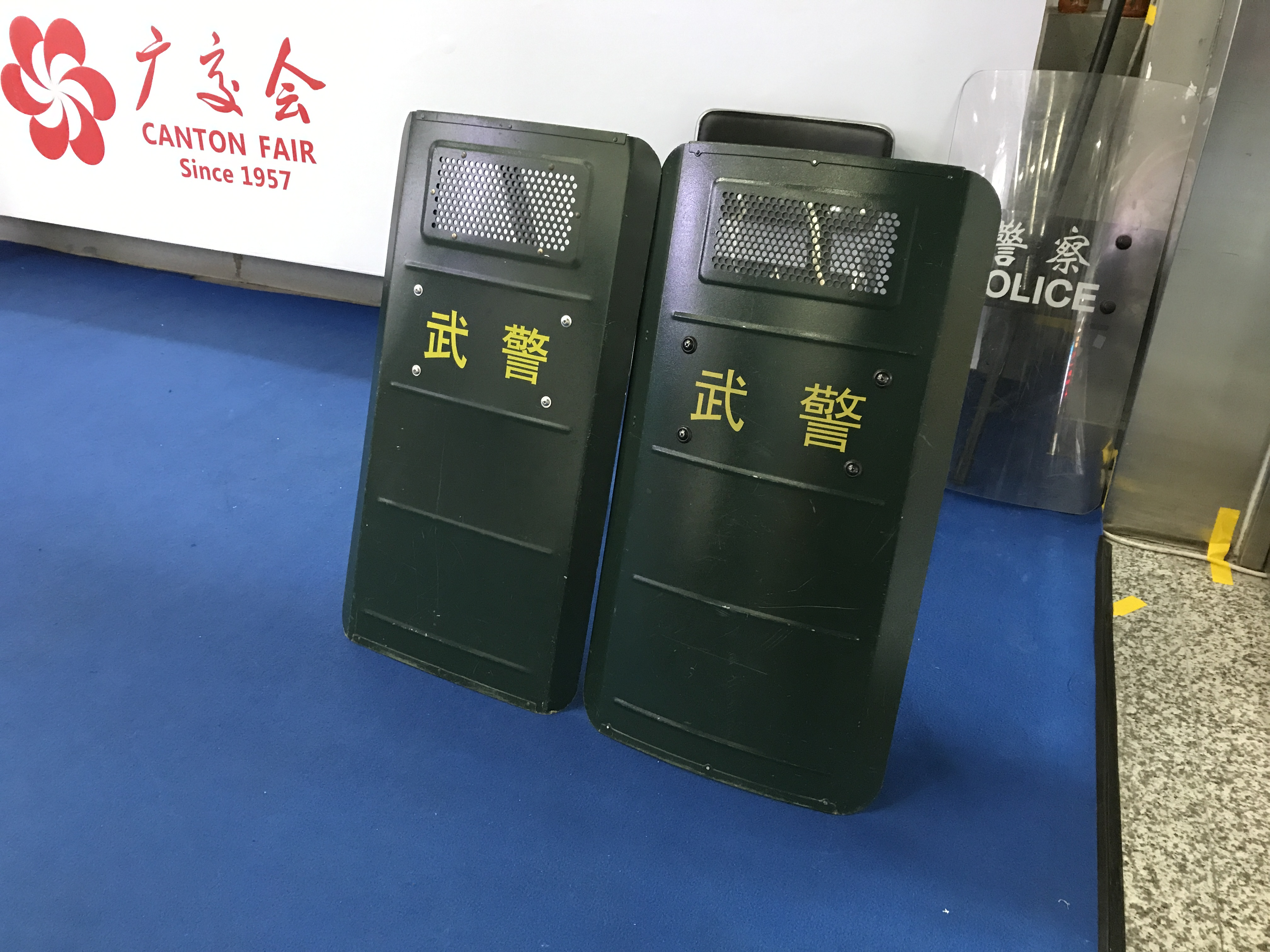
Einsatzschilde mit Abkürzung 武警 (Pinyin Wǔjǐng)
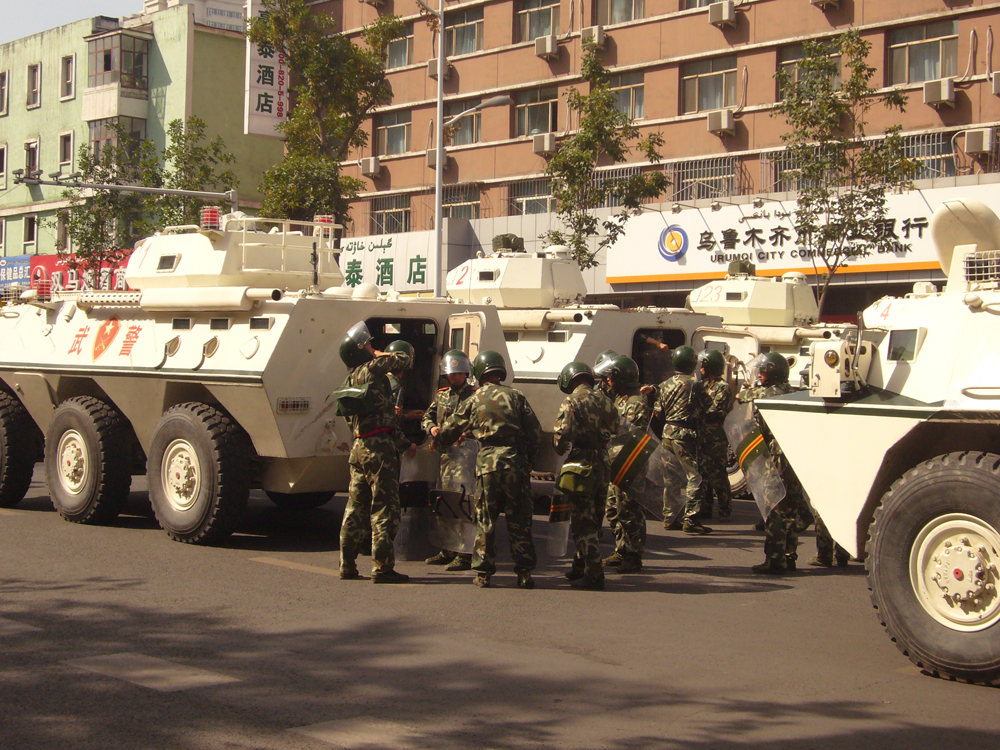
Bewaffnete Volkspolizei in Ürümqi
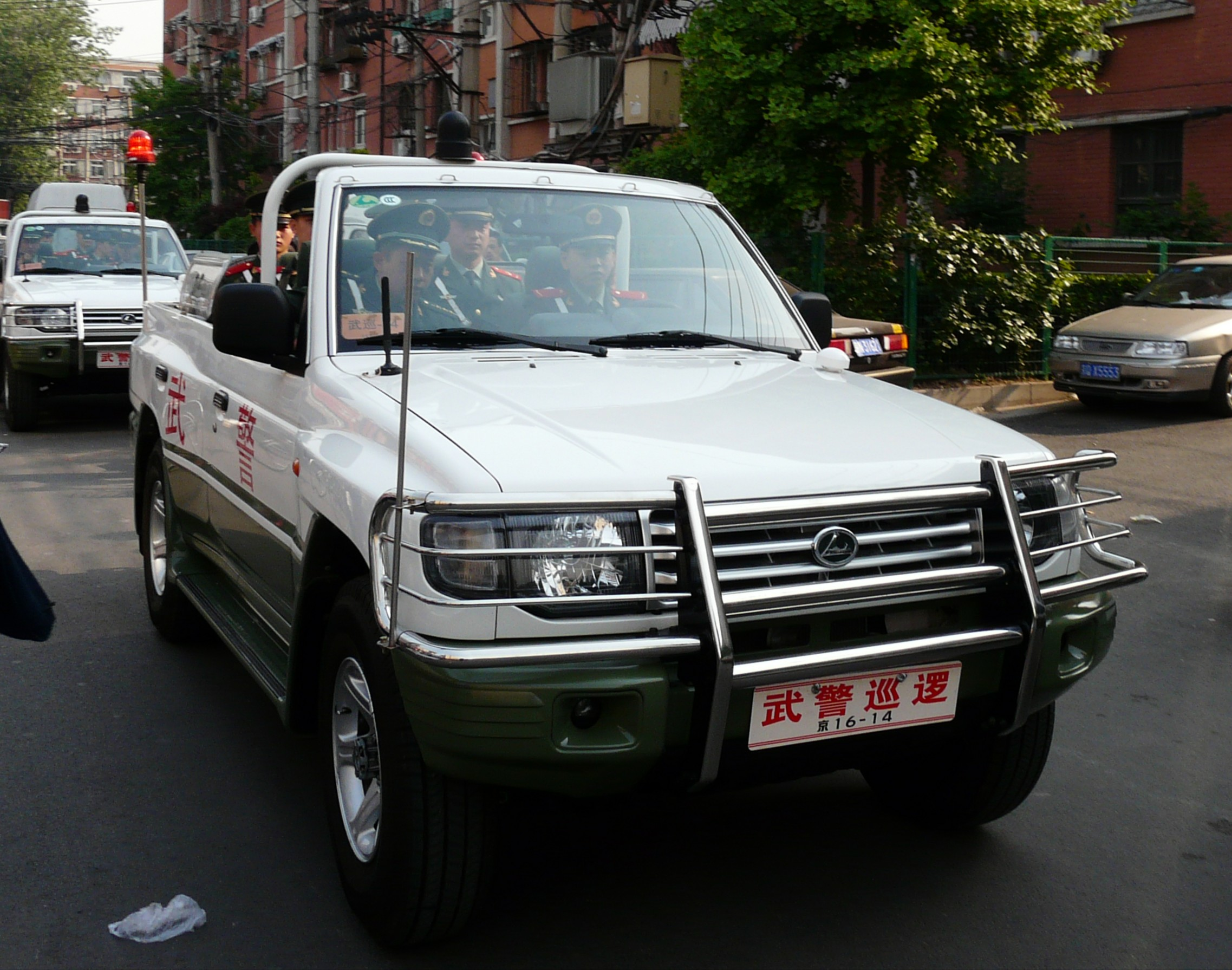
Geländefahrzeug von GAC Changfeng Motor
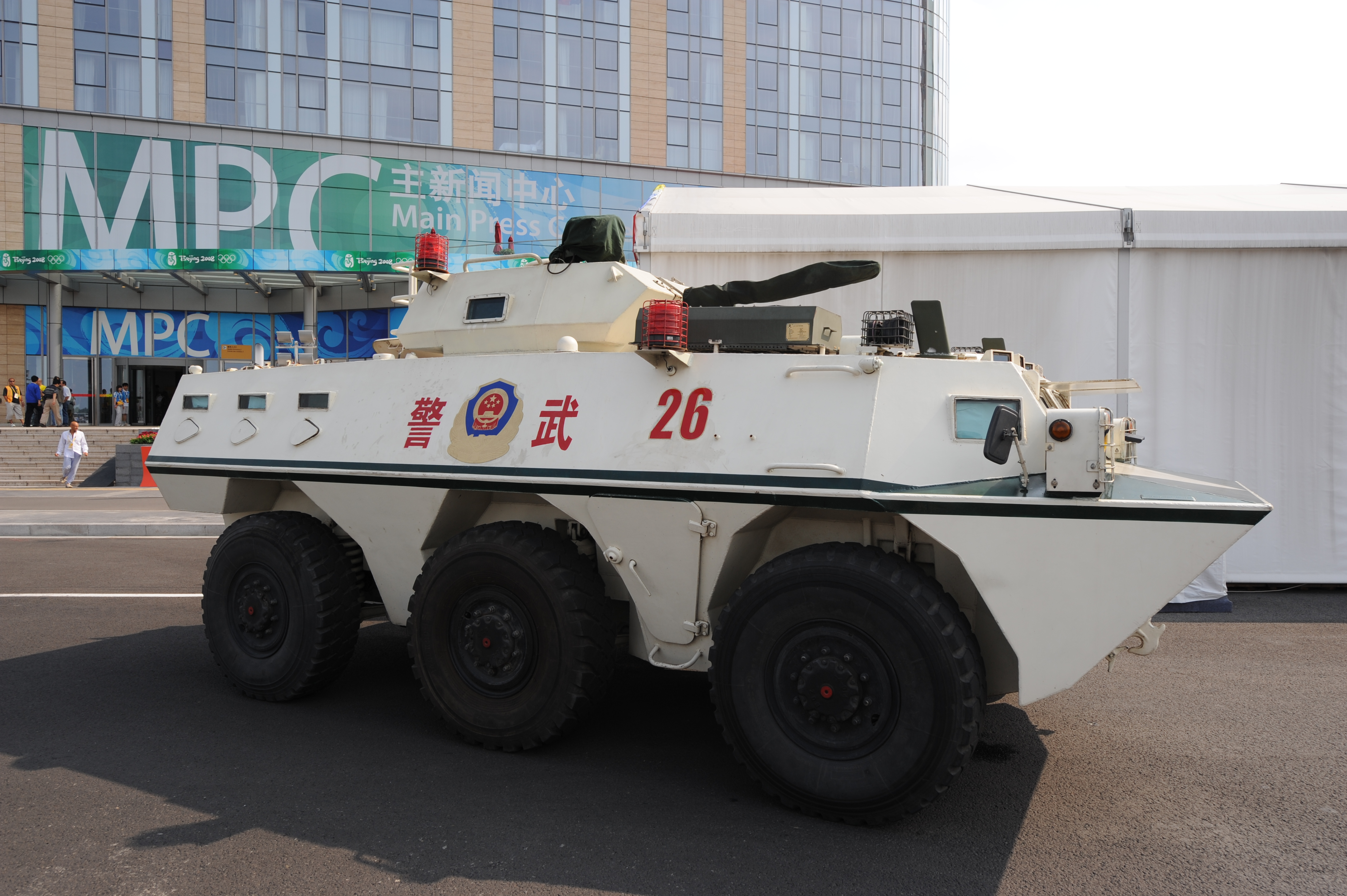
Transportpanzer Typ WZ551
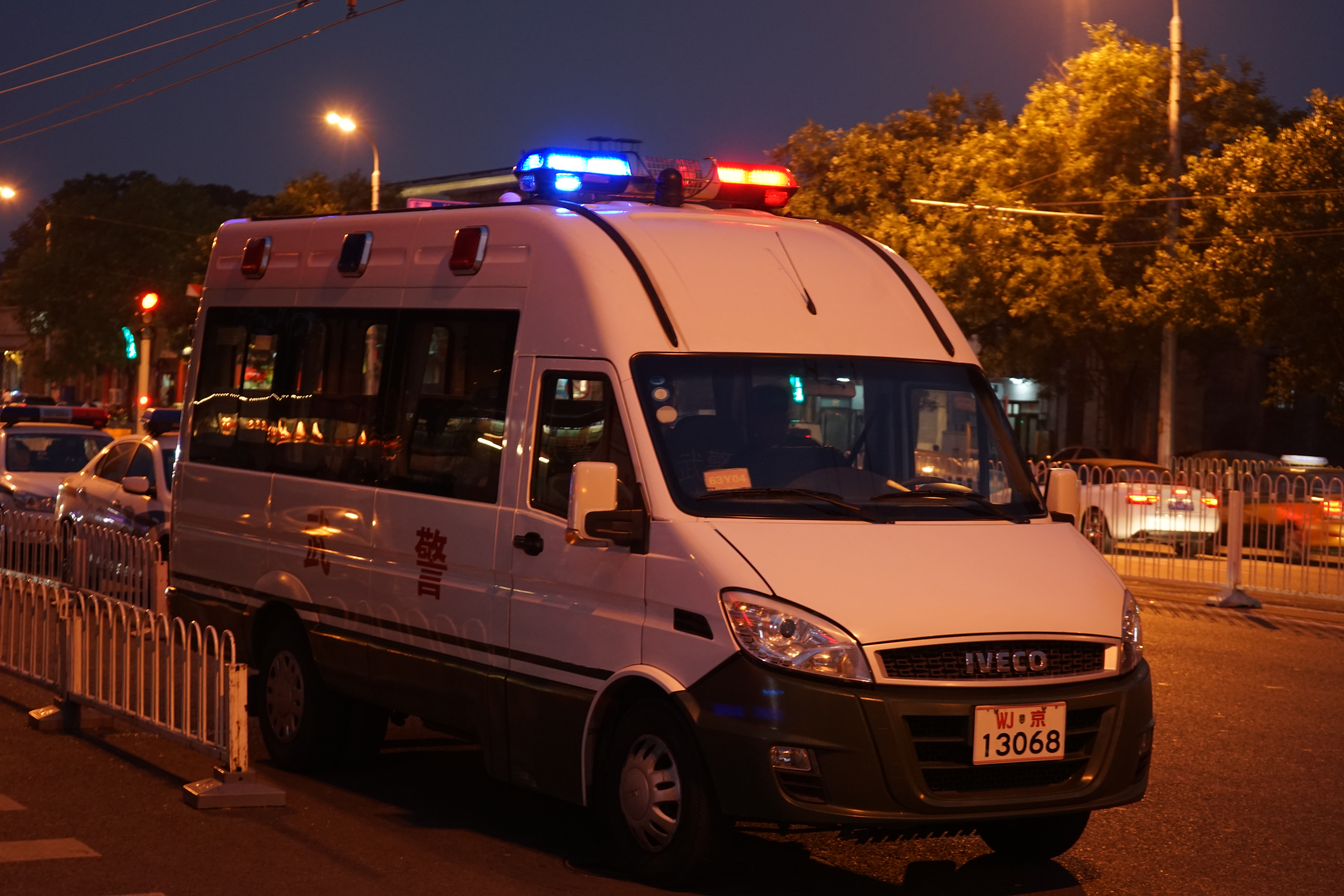
Polizeitransporter
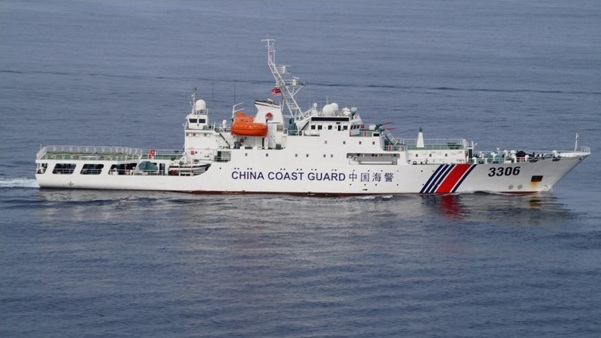
Schiff der chinesischen Küstenwache